# Heels
Heels es una serie de televisión estadounidense de drama, creada por Michael Waldron y estrenada por Starz el 15 de agosto de 2021.

## Sinopsis
Heels sigue a dos hermanos y rivales, uno de ellos villano o «heel», en el cuadrilátero; el otro, héroe o «face», se enfrentan en combates programados mientras se disputan la promoción de lucha libre de su difunto padre, compitiendo por la atención nacional en un pequeño pueblo de Georgia.

## Elenco
- Stephen Amell como Jack Spade
- Alexander Ludwig como Ace Spade
- Alison Luff como Staci Spade
- Chris Bauer como Wild Bill Hancock
- Allen Maldonado como Rooster Robbins
- James Harrison como Apocalypse
- Kelli Berglund como Crystal
- Mary McCormack como Willie
- David James Elliott como Tom Spade
- Phil Brooks como Ricky Rabies

## Episodios
| N.º | Título  | Dirigido por | Escrito por     | Fecha de emisión original | Audiencia (millones) |
| --- | ------- | ------------ | --------------- | ------------------------- | -------------------- |
| 1   | «Pilot» | Peter Segal  | Michael Waldron | 15 de agosto de 2021      | —                    |

## Producción

### Desarrollo
El 17 de febrero de 2017, se anunció que Starz ordenó la producción directa de la serie creada por Michael Waldron. Las compañías de producción involucradas en la serie son Paramount Television, Lionsgate Television y LBI Entertainment. El 7 de enero de 2020, se anunció que Peter Segal sustituirá a Kyle Patrick Alvarez para dirigir la serie. El 2 de mayo de 2021, se anunció que la serie se estrenará el 15 de agosto de 2021.

### Casting
El 19 de agosto de 2019, se anunció que Stephen Amell se unió al elenco principal de la serie. El 15 de septiembre de 2019, se anunció que Alexander Ludwig se unió al elenco principal de la serie. El 7 de enero de 2020, se anunció que Alison Luff se unió al elenco principal de la serie. El 11 de marzo de 2020, se anunció que Chris Bauer, Allen Maldonado, James Harrison, y Kelli Berglund se unieron al elenco principal de la serie. El 25 de agosto de 2020, see anunció que Mary McCormack se unió al elenco principal de la serie.

## Lanzamiento

### Distribución
La serie se estrenó a nivel mundial el 15 de agosto de 2021 en STARZPLAY.